# San Pedro del Norte
San Pedro del Norte es un municipio del departamento de Chinandega en la República de Nicaragua. Extraoficialmente denominado también San Pedro de Potrero Grande.

## Geografía
El término municipal limita al norte y oeste con la República de Honduras, al sur con el municipio de Cinco Pinos, y al este con el municipio de San Francisco del Norte y la República de Honduras. La cabecera municipal está ubicada a 240 kilómetros de la capital de Managua.
Su sistema montañoso está constituido por las estribaciones de la cordillera de La Botija, que colinda en su región noroeste con el territorio de la República de Honduras. Riegan el área municipal los ríos Guasaule y El Torondano, con algunos de sus afluentes orientales de su curso sur.

## Historia
Este municipio junto con los municipios de San Francisco de Cuajiniquilapa y Santo Tomás del Nance fueron creados por una misma ley legislativa, el 9 de abril de 1889.

## Demografía
San Pedro del Norte tiene una población actual de 5,361 habitantes. De la población total, el 49.2% son hombres y el 50.8% son mujeres. Casi el 20% de la población vive en la zona urbana.

## Naturaleza y clima
El municipio tiene un clima tropical cálido con precipitaciones anuales de 1200 mm.

## Localidades
Además del pequeño casco urbano, existen un total de 14 comunidades rurales: Comarca El Panal, Palo Blanco, La Vijagua, La Montaña, Plan grande, Los araditos, Monte redondo, El Falcón, Loma verde, Loma de Piedra, La Polvazón, El Polvón, El Chaparral, La Unión.

## Economía
La principal actividad económica es la agricultura, con cultivo de granos básicos y una economía de subsistencia, sembrándose el maíz, ajonjolí y frijol principalmente.

## Cultura
Las fiestas tradicionales se celebran cada 25 de marzo en honor a la celebración de la Anunciación del Señor, y cuando está fiesta es Semana Santa se trasladan al fin de semana posterior,  por disposición de acuerdo de alcaldía e Iglesia católica, que son fiestas tradicionales del pueblo sampedrano, y las patronales del municipio que es el 29 de junio se celebra la fiesta a los Santos Pedro y Pablo que son solamente religiosa por acuerdos del 2009 entre alcaldía municipal e iglesia católica del pueblo.